# Epilobium lactiflorum
Epilobium lactiflorum — вид трав'янистих рослин родини онагрові (Onagraceae), поширений на сході Азії, півночі Європи й на півночі Північної Америки. Етимологія: лат. lac — «молоко», лат. florus — «квітка».

## Морфологічна характеристика
Це багаторічні трав'янисті рослини заввишки 10–30 см. Підґрунтові пагони дуже короткі, товсті зимівлі бруньки розташовані біля основ стебел. Стебла нерозгалужені, біля основи голі, вище з прожилками з вигнутими волосками. Листки супротивні (чергуються в суцвітті), короткочерешкові. Пластини від вузько-яйцеподібних до еліптичних, з конічними основами, з округлими кінчиками, рідше дрібно-зубчасті, світло-зелені, іноді червонуваті. Суцвіття — нещільні китиці. Квіти: віночки звичайні, білі (рідко злегка червонуваті), 3–6 мм довжиною; пелюсток 4, із зубчастими кінчиками; чашолистків 4; тичинок 8. Плоди — трубчасті, 4-клапанні, голі, довжиною 3–6 см капсули. Насіння обернено-ланцетне, 1.1–1.5 мм довжиною, гладке і світло-коричневе.

## Поширення
Азія (Японія, Росія); Північна Америка (Аляска [США], Канада, Ґренландія); Європа (Фарерські о-ви, Фінляндія, Ісландія, Норвегія, Швеція). Населяє молоді, щільні широколисті вербові ліси, вологі луки, болота, широколисті ліси, джерела, береги ставків і потоків, канави, осипи навколо лінії дерев.